# 패디 클랜시
패트릭 '패디' 클랜시(Patrick 'Paddy' Clancy, 1922년 3월 7일 ~ 1998년 11월 11일)는 아일랜드의 독립운동가, 영화배우, 가수, 하모니카 연주자, 음반사 사장, 목장주이다. 더 클랜시 브라더스 멤버들 가운데 가장 나이가 많으며, 그룹 결성부터 해체까지 단 한 번도 탈퇴하지 않은 멤버이다. (톰 클랜시는 1990년에 사망하였고, 리엄 클랜시로 교체되었다.) 그룹에서는 대체로 보컬을 전담했지만 이따금 하모니카를 불기도 했다.
1922년 3월 7일에 아일랜드 티퍼러리 주의 캐릭 온 수어에서 태어났다. 1940년대에는 IRA에 가입하여 아일랜드 독립운동에 가담하였다. 제 2차 세계 대전에 연합군 소속으로 참전하였고, 전후인 1947년에 동생 패디 클랜시와 함께 캐나다로 건너왔다. 1951년에 미국 뉴욕으로 옮겨서 동생과 함께 영화배우로 데뷔했다. 이후 계속 영화배우로 활동하면서 이따금 동생 톰과 보비와 함께 비공식적으로 3인조 더 클랜시 브라더스를 조직하여 활동했다. 1956년에 동생 리엄 클랜시가 미국으로 건너왔고, 이 해에 톰, 리엄, 그리고 리엄의 친구 토미 메이컴과 함께 4인조 그룹을 조직하였다. 같은 해에 패디 클랜시는 음반 회사인 트래디션 레코드(Tradition Record)를 차렸고, 이 트래디션 레코드를 통해 더 클랜시 브라더스의 1집 앨범 <The Rising of the Moon>을 내놓았다.
1959년에 더 클랜시 브라더스라는 이름을 공식적으로 사용하면서 본격적인 음악 활동을 시작했다. 1집 앨범을 기타와 하프, 드럼, 틴 휘슬 반주를 덧붙여 재녹음 발매했고, 2집 앨범인 <Come Fill Your Glass With Us>를 내놓았다. 이후 1961년에 콜롬비아 레코드와 음반 발행 계약을 맺었다. 1964년에는 고향인 카운티 티퍼러리의 캐릭-온-수어에 목장을 사들였고, 이후 목장 경영을 하면서 아일랜드와 미국을 오가며 더 클랜시 브라더스 멤버로서 활동하였다. 1966년에는 사장으로 있던 트래디션 레코드를 팔아 치웠다. 패디 클랜시가 메인 보컬을 부른 대표적인 곡은 아일랜드 드링킹 송(술집에서 부르는 노래)인 "A Jug of Punch"이다. 패디 클랜시는 또한 "Mountain Dew," "Rosin the Bow" 나, 해학적인 노래인 "The Old Woman from Wexford" 와 "Mr. Moses Ri-Tooral-I-Ay," 스코틀랜드 고전 포크송인 "Johnny Lad" 등에서 메인 보컬을 맡아 불렀다. 1969년까지는 톰, 리엄, 토미 메이컴과 함께 활동하였고, 1969년부터 1971년까지는 톰, 보비, 리엄, 1971년부터 1974년까지는 톰, 리엄, 루이스 킬런과 함께 활동하였다.
1974년에 그룹이 해체된 이후 목장 경영에 집중하다가, 1977년에 톰, 보비, 조카 로비 오코늘과 함께 더 클랜시 브라더스를 재조직하여 음악 활동을 재개했다. 1980년대에 이따금 보비 클랜시 대신 보란을 치기도 했다. (보비 클랜시처럼 복잡한 타법으로 친 것은 아니고 단순히 채 한쪽 끝을 잡고 두드리기만 했다.) 1984년에 당시 2인조로 활동하고 있던 리엄 클랜시와 토미 메이컴이 리유니언 투어(Reunion Tour)를 위해 그룹에 복귀하면서 2년간 1기 체제(1956년~1969년)로 복귀하여 활동했고, 1986년부터 1990년까지 다시 5기 체제로 활동하였다. 1990년에 톰이 세상을 떠났고, 1990년부터 1996년까지는 보비, 리엄, 로비 오코늘과 함께 활동을 하였다. 1996년에 더 클랜시 브라더스는 재정 분배 문제로 리엄 클랜시와 두 형들 사이에 갈등이 생겨 고별 투어를 하였으나, 이후 1998년까지도 패디 클랜시는 보비와 조카 핀바르와 함께 공연을 하였다. 1998년에 뇌종양과 폐암으로 진단받았고, 뇌종양은 제거했지만 폐암이 악화되어 그 해 11월 11일에 76세를 일기로 세상을 떠났다. 패디 클랜시의 죽음으로 더 클랜시 브라더스는 해체되었다.